# Hayashi Tomoya
Tomoya Hayashi (sinh ngày 27 tháng 8 năm 1999) là một cầu thủ bóng đá người Nhật Bản.

## Sự nghiệp câu lạc bộ
Tomoya Hayashi đã từng chơi cho Kamatamare Sanuki.